# Crusino II Sommaripa
Crusino II Sommaripa (zm. ok. 1500) – władca Andros w latach 1468-1488.
Był synem Domenico Sommaripa i Adrianny Crispo (1423/24 – ?), córki Giovanni II Crispo weneckiego władcy Księstwa Naksos. Jego braćmi byli: Giovanni Sommaripa i Francesco Sommaripa. 